# Guaibasauridae
La famiglia dei guaibasauridi (Guaibasauridae) comprende i sauropodomorfi più basali come Guaibasaurus. L'unico sauropodomorfo più basale di tutti i Guaibasauridi è l'Eoraptor.